# Sera Team
Sera Team, kurz Sera war eine pro-indonesische Miliz (Wanra) im von Indonesien seit 1975 besetzten Osttimor. Sie hatte ihr Operationsgebiet im Distrikt Baucau und hier in den Subdistrikten Baucau, Venilale und Vemasse.

## Hintergrund
Das Sera Team wurde 1986 gegründet.
Das Sera Team arbeitete eng mit dem Team Saka zusammen, der zweiten Miliz in Baucau, so dass beide Milizen in manchen Berichten gemeinsam als eine Gruppe erscheinen. Die Mitglieder beider Milizen wurden von den Streitkräfte Indonesiens bezahlt und waren dem Territorialkommando Kodim 1628/Baucau unterstellt. Zusammen hatten die beiden Milizen etwa 970 Mitglieder, 250 davon waren mit modernen Waffen ausgerüstet.
Kommandant war Agustinho Boavide Ximenes (Kampfname: Sera Malik). Er war einer von sechs Milizionären, die den Einsatz der verschiedenen Milizen in Osttimor koordinierte.

## Verbrechen
Im Umfeld des Unabhängigkeitsreferendums in Osttimor am 30. August 1999 kam es im Distrikt Baucau im Vergleich zu anderen Distrikten von Osttimor zu relativ wenigen Übergriffen auf die Zivilbevölkerung durch die Milizen. Es gibt Berichte, dass Osttimoresen, die Soldaten in der indonesischen Armee waren, mit den Forças Armadas de Libertação Nacional de Timor-Leste (FALINTIL), dem militärischen Arm der Unabhängigkeitsbewegung, eine Vereinbarung trafen. Sie wollten sich im Falle von Kämpfen nicht an der Gewalt beteiligen. Tatsächlich gibt es aus dem Jar 1999 kaum Berichte über Gewalttaten durch Milizionäre oder osttimoresische Soldaten in Baucau.
Am 9. September 1999 zwangen Soldaten, zusammen mit Milizionären von Team Saka und Sera Team Bewohner von Laga Boote zu besteigen, die sie in das indonesische Westtimor brachten.
Am 11. September 1999 nahm eine Gruppe aus indonesischen Soldaten und Sera-Milizen in Venilale Faustino dos Santos gefangen, ein Mitglied des Netzwerkes der Unabhängigkeitsaktivisten. Man nimmt an, dass er nach Baucau gebracht und dort ermordet wurde. Am nächsten Tag erschoss die Gruppe Francisco Guterres, während er mit seiner Frau auf dem Feld arbeitete. Die Angreifer bezeichneten Guterres und seine Frau als FALINTIL-Soldaten.